# Экран ФЭП
ЗАО «Экран ФЭП» — российское предприятие, выпускающее электронно-оптические преобразователи (ЭОП) и основные комплектующие для них, такие как микроканальная пластина (МКП) и волоконно-оптический элемент (ВОЭ). Производит свыше 60 наименований электронно-оптических преобразователей.

## История
В 1985 году в новосибирском опытно-конструкторском бюро при заводе «Экран» под руководством начальника отдела по разработке ЭОП нового поколения Владимира Александровича Аксёнова были созданы первые в СССР образцы ЭОП третьего поколения.
Предприятие ЗАО «Экран ФЭП» было основано в марте 1996 года В. А. Аксёновым вместе с группой специалистов новосибирского завода «Экран». В этом же году были начаты работы по освоению серийного производства ЭОП 2+ поколения.
В 2002 году был освоено и налажено производство МКП, а через год — производство ЭОП 2+ поколения с приёмкой по качеству военным представителями МО РФ.
В 2006 году был разработан и изготовлен первый в России современный «солнечно-слепой» ЭОП 2+ поколения.
В 2007—2008 годах в результате глубокой модернизации ЭОП 2+ поколения был освоен и выпущен первый опытный образец ЭОП 3 поколения и запущенно серийное производство. В 2008 году было освоено и налажено производство ВОЭ. В 2009 году состоялся серийный запуск ЭОП 3 поколения.
ЗАО «Экран ФЭП» является поставщиком ЭОП для предприятия ФГУП АО «Новосибирский приборостроительный завод», которое выпускает приборы ночного видения. В июне 2015 года АО «Швабе — Оборона и Защита» начало выпуск прицелов серии ПН23 с ЭОП производства «Экран ФЭП».
В настоящее время предприятие является единственным в России производителем электронно-оптических преобразователей (ЭОП) на основе собственных основных комплектующих (МКП и ВОЭ).
Фотоэлектронные умножители (ФЭУ) на базе МКП поставляются научным учреждениям, занимающимся ядерной физикой.
В 2017 году совместно с Институтом физики полупроводников имени А. В. Ржанова СО РАН создали новый тип вакуумного фотодиода, позволяющий эффективно преобразовывать свет в электричество.
В научно-исследовательских и опытно-конструкторских работах предприятие активно сотрудничает с научными центрами Российской Академии Наук.
Производственная база предприятия используется для приобретения практических навыков при обучении студентов Новосибирского государственного технического университета. В 2009 году в НГТУ была учреждена именная стипендия В. А. Аксёнова для студентов, добившихся успехов в учёбе и научной деятельности
22 апреля 2023 года, на фоне российского вторжения на Украину, предприятие включено в санкционный список Украины

## Продукция
- Электронно-оптические преобразователи
- Микроканальные пластины
- Волоконно-оптический элемент
- Фотоэлектронные умножители

## Руководство
- Аксёнов Владимир Александрович (1996—2008)
- Фунт Светлана Николаевна (2008—2015)
- Аксёнов Владимир Владимирович (2015—2020)
- Дёмин Александр Юрьевич (2020—наст. время)